# Leo Witte
Leo Witte (* 13. September 1926; † September 1980) war ein deutscher Jurist. Er war Finanzrichter und Bundesvorsitzender des Deutschen Richterbundes (DRB).

## Karriere
Leo Witte studierte von 1947 bis 1951 Volkswirtschaft und Rechtswissenschaft. Seine Dissertation trägt den Titel Die Privilegien und Immunitäten der Berufskonsuln und der Funktionäre internationaler Organisationen. 1955 begann er seine Laufbahn in der Justizverwaltung. Zunächst arbeitete er bis 1962 in der Finanzverwaltung, dann bis 1980 als Richter am Finanzgericht, zuletzt als Vizepräsident des Finanzgerichts Münster. Von Juli bis September 1980 war er der erste Präsident des neugeschaffenen Finanzgerichts Köln, des seinerzeit zweitgrößten Finanzgericht der Bundesrepublik Deutschland.
Seine Verbandstätigkeit begann Witte 1970 als Vorsitzender des Bundes Deutscher Finanzrichter und im Bundesvorstand des DRB. Den Bundesvorsitz des DRB hatte er von 1977 bis 1980 inne.

## Privates
Leo Witte hat zwei Töchter. Um 1980 wohnte er in Bonn-Rüngsdorf.